# 13-й механізований корпус (СРСР)
13-й механізований корпус — оперативне об'єднання (механізований корпус) у складі Червоної Армії, існував із березня по липень 1941 року.

## Історія
13-й механізований корпус було сформовано у березні 1941 року у Західному особливому військовому окрузі. Входив у склад 10-ї армії. Корпус дислокувався у районі Бельськ-Подляска. До початку німецько-радянської війни корпус ще не закінчив своє формування і мав на озброєнні лише легкі танки. Станом на 21 червня 1941 року у корпусі налічувалося 294 танки(263 — Т-26 і 15 БТ-5). На літо 1941 року у корпус планувалося передати нові танки Т-34 і КВ, декілька цих машин прибули у корпус перед війною. 80 % усіх танків було зосереджено у 25-й танковій дивізії. Корпус майже не мав артилерії і снарядів.

## Бойовий шлях
У ніч на 22 червня 1941 року корпус було піднято по бойовій тривозі. За наказом командування 13-й механізований корпус зайняв оборону на річці Нарев, де і був атакований 9-м армійським корпусом 4-ї армії вермахту. До кінця дня німці знищили 31-шу танкову дивізію і розвідувальний батальйон 25-ї танкової дивізії. 23 червня 25-та танкова дивізія та 18-й мотоциклетний полк здійснили контратаку на Бранськ і Городок, але були розбиті. 24 червня німці оточили корпус. Залишки корпусу пробивалися до своїх невеликими групами. У боях загинули командир корпусу генерал-майор Ахлюстін і його заступник генерал-майор танкових військ Іванов, командир 25-ї танкової дивізії полковник Никифоров потрапив у німецький полон. Начальник штабу корпусу полковник Гризунов вийшов з оточення, але був заарештований співробітниками НКВС і розстріляний за вироком суду. Також був репресований і полковник Ничипорович, який командував 208-ю моторизованою дивізією.

## Склад
- 25-та танкова дивізія (командир полковник М. М. Никифоров)
- 31-ша танкова дивізія (командир полковник С. А. Каліхович).
- 208-ма моторизована дивізія (командир полковник В. І. Ничипорович).
- 18-й окремий мотоциклетний полк
- 521-й окремий батальйон зв'язку.
- 77-й окремий мотоінженерний батальйон.
- 113-та корпусна авіаескадрилья.

## Командування
- Командир корпусу: генерал-майор П. М. Ахлюстін;
- начальник штабу корпусу: полковник П. І. Гризунов;
- заступник командира корпусу по стройовій частині: генерал-майор танкових військ В. І. Іванов;
- заступник командира корпусу по політичній частині: полковий комісар М. В. Кирилов;
- помічник командира по технічній частині: військовий інженер 1-го рангу Ю. М. Соловйов.